# Volleybal Club Limax 2022-2023
Questa voce raccoglie le informazioni riguardanti il Volleybal Club Limax nelle competizioni ufficiali della stagione 2022-2023.

## Stagione
Il Volleybal Club Limax partecipa alla stagione 2022-23 con la denominazione sponsorizzata Numidia/VC Limax.
Dopo il primo posto al termine della regular season di Eredivisie, ottiene un quarto posto alla Pool scudetto. In Coppa dei Paesi Bassi viene invece eliminato già agli ottavi di finale.

## Organigramma societario
Area direttiva
- Presidente: Wiek Vaassen
- Team manager: Andrew Hendrickx

Area tecnica
- Allenatore: Guido Görtzen
- Assistente allenatore: Joost Weltens, Bertin Terpstra
- Scoutman: Jan Diriken

Area sanitaria
- Medico: Jasper Steevens
- Fisioterapista: Mark Francot, Job Vaassen

## Rosa
| N° | Nome                  | Ruolo | Data di nascita   | Nazionalità sportiva |
| -- | --------------------- | ----- | ----------------- | -------------------- |
| 1  | Nico Freriks          | P     | 22 dicembre 1981  | Paesi Bassi          |
| 2  | Job Vaassen           | S     | 2 aprile 1998     | Paesi Bassi          |
| 4  | Remco van den Elshout | C     | 26 ottobre 2003   | Paesi Bassi          |
| 6  | Thomas van Bladel     | S     | 28 aprile 2003    | Paesi Bassi          |
| 7  | Julio Gómez           | P     | 24 luglio 1999    | Cuba                 |
| 8  | Brent Grabert         | O     | 3 settembre 1997  | Paesi Bassi          |
| 9  | Juho Kaunisto         | O     | 24 giugno 1998    | Finlandia            |
| 10 | Alfred Brink          | P     | 18 agosto 2000    | Svezia               |
| 11 | Jaro Herinx           | C     | 6 ottobre 2003    | Paesi Bassi          |
| 12 | Johannes Bontje       | C     | 12 maggio 1981    | Paesi Bassi          |
| 14 | Thijs Ipema           | L     | 14 luglio 2000    | Paesi Bassi          |
| 17 | Ryan Poole            | S     | 30 novembre 1998  | Regno Unito          |
| 18 | Lars Bouten           | S     | 18 marzo 1997     | Paesi Bassi          |
| 19 | Jack Williams         | O     | 10 novembre 1999  | Regno Unito          |
| 21 | Wouter Timmermans     | L     | 24 settembre 2000 | Paesi Bassi          |

## Statistiche

### Statistiche di squadra
| Competizione          | Punti | In casa | In casa | In casa | In trasferta | In trasferta | In trasferta | Totale | Totale | Totale |
| Competizione          | Punti | G       | V       | P       | G            | V            | P            | G      | V      | P      |
| --------------------- | ----- | ------- | ------- | ------- | ------------ | ------------ | ------------ | ------ | ------ | ------ |
| Eredivisie            | 54/16 | 16      | 11      | 5       | 16           | 11           | 5            | 32     | 22     | 10     |
| Coppa dei Paesi Bassi | -     | 0       | 0       | 0       | 1            | 0            | 1            | 1      | 0      | 1      |
| Totale                | -     | 16      | 11      | 5       | 17           | 11           | 6            | 33     | 22     | 11     |

### Statistiche dei giocatori
Dati non disponibili.